# Francis Poulenc
Francis Jean Marcel Poulenc (Pariz, 7. siječnja 1899. – Pariz, 30. siječnja 1963.) je bio francuski skladatelj i pijanist. Pripadao je francuskoj grupi skladatelja Les Six. Skladao je raznovrsna djela poput solo pjesama, klavirske, oratorijske, orkestralne, operne, baletne te crkvene glazbe.
Francuska grupa skladatelja Les Six sastojala se od šest mladih skladatelja s područja Francuske i Švicarske. Ostali članovi skupine bili su D. Milhaud, G. Auric, L. Durey, A. Honegger i G. Tailleferre. U usporedbi s drugim članovima Šestorice (Les Six), Poulenc ostaje umjetnik osobnih crta; on ne eksperimentira s ekstremnim rješenjima, već inventivno osvježuje i obogaćuje naslijeđene okvire izgrađujući na svoj način glazbeni jezik dvadesetog stoljeća.
Poulencova se umjetnost kreće oko dva pola: on oblikuje religiozne ugođaje (misa, Moteti za pokoru, Litanije crnoj Madoni, Stabat mater, 1951), a drugdje naglašuje svjetovne elemente koji se iživljuju čas u satiri i parodiranju, čas u gotovo sentimentalnoj mekoći, čas opet u raspojasanoj vedrini.

## Djela
Prilično produktivan, Poulenc je napisao mnogo instrumentalnih skladbi: niz sonata (za dva klarineta, 1918, za klarinet i fagot, 1922, za rog, trublju i pozaunu, 1922, za flautu i klavir, 1957, za klarinet i klavir, 1962, za obou i klavir, 1962, za klavir četveroručno, 1918, za dva klavira, 1953), trio za klavir, obou i fagot (1924-25), klavirska djela (Mouvements perpetuels, 1918, Promenades, 1921), Concert champêtre za klavir i orkestar, koncert za klavir i orkestar (1949), koncert za dva klavira i orkestar (1932), koncert za orgulje i orkestar (1938), sinfoniettu (1950). Njegovo je posljednje instrumentalno djelo Sept répons des Ténèbres za orkestar (1963). Na vokalno-instrumentalnom području nastale su brojne popijevke, Crnačka rapsodija za glasove i instrumentalni sastav (1917), Le Bestiaire za glas, gudački kvartet, flautu, klarinet i fagot (1919), kantata za dvostruki mješoviti zbor a cappella Figure humaine (1943), prava himna slobodi i ljudskom dostojanstvu, u ratnim danima velikih poniženja i stradanja. Vrijedne je priloge ovaj umjetnik dao glazbenoj pozornici. Napisao je balete Les Biches (1924) i Les animaux modèles (1942) i opere Les mamelles de Tirésias (1947), Le Dialogue des Carmélites (1957), potresnu tragediju o stradanju redovnica u jednom samostanu u doba francuske revolucije, nadalje La voix humaine (1959) i lirsku scenu La dame de Monte Carlo (1961).

### Popis najznačajnijih djela:
- Baletna glazba Les Biches (1922/23)
- Koncert za klavir i orkestar (1949)
- Concert champêtre za čembalo i orkestar, (1927-1928)
- Concerto Choréographique za klavir i 18 instrumenata, »Aubade«(1930)
- Koncert za 2 klavira i orkestar u d-molu (1932)
- Koncert za orgulje, gudače i timpane u g-molu (1938)
- Kantata Figure humaine za dva zbora a cappella (1943)
- Opera Les mamelles de Tirésias (1947)
- Opera Razgovori karmelićanki (1957)
- Opera Ljudski glas (La Voix Humaine, 1959)
- Gloria (1959)
- Stabat Mater (1950)
- Komorna glazba:
  - Sonata za 2 klarineta, op. 7 (1918/1945)
  - Sonata za violinu i klavir, op. 12 (1918)
  - Klavirska suita (1920)
  - Sonata za klarinet i fagot, op. 32 (1922/1945)
  - Sonata za rog, trubu i trombon, op. 33 (1922/1945)
  - Trio za obou, fagot i klavir, op. 43 (1926)
  - Suite française op. 80 (1935)
  - Sekstet za klavir i puhački kvintet, op. 100 (1932-9)
  - Sonata za violinu i klavir, op. 119 (1942-3/1949)
  - Sonata za violončelo i klavir, op. 143 (1940-48)
  - Trois mouvements perpétuels za 9 instrumenata, op. 14 (1946)
  - Sonata za flautu, op. 164 (1956-7)
  - Elégie za rog i klavir, op. 168 (1957)
  - Sonata za klarinet, op. 184 (1962)
  - Sonata za obou, op. 185 (1962)

## Vanjske poveznice
|  | Zajednički poslužitelj ima stranicu o temi Francis Poulenc    |
|  | Zajednički poslužitelj ima još gradiva o temi Francis Poulenc |
|  | Wikicitati imaju zbirke citata o temi Francis Poulenc         |

- www.classical.net